# Marco Grimalt
Marco Alfonso Grimalt Krogh (Queilén, 11 de julio de 1989) es un jugador de voleibol de playa perteneciente a la selección de voleibol de Chile, que ha participado en los Juegos Panamericanos de 2011, 2015 y 2019  y en los Juegos Suramericanos de 2010 y 2014, obteniendo una medalla de plata.
Junto con su primo Esteban Grimalt, obtuvo la medalla de oro en los Juegos Panamericanos de 2019 y el Premio Nacional del Deporte en 2022.

## Carrera
Grimalt nació en Queilén, Chiloé, pero fue criado en la ciudad de Linares en la Región del Maule. Se interesó en el voleibol a temprana edad debido a que su padre y varios familiares lo practicaban, incluyendo a su primo materno Dusan Bonacic Krogh, actual capitán de la selección chilena de voleibol piso.Junto con su primo, Esteban Grimalt (n. 1991), se dedicó a esta disciplina desde 2006 pero solo en época estival debido a las condiciones climáticas de Chile.
Luego de su participación en los Juegos Suramericanos de 2010 en Colombia, donde obtuvieron una medalla de bronce, la Asociación de Deportistas Olímpicos de Chile les aprobó un proyecto que les permitió concentrarse en el voleibol de playa todo el año.
En los Juegos Panamericanos de 2011, llevados a cabo en Guadalajara, México, la dupla Grimalt no logró pasar a cuartos de final tras ganar un partido y perder dos. Al año siguiente, obtuvieron la medalla de oro en la primera versión de los Juegos Bolivarianos de Playa, realizados en Lima, Perú. También en 2012 obtuvieron la presea de oro en el Circuito Sudamericano de Beach Volley, llevado a cabo en Santa Fe, Argentina.
En 2014 participó junto con Esteban Grimalt en los Juegos Suramericanos de 2014 en Santiago, Chile, obteniendo una medalla de plata tras perder la final contra los brasileños Alison Conte y Bruno Oscar de Almeida.
En los Juegos Panamericanos de 2015, organizados en Toronto, participó junto con Esteban Grimalt y obtuvo el cuarto lugar. En los Juegos Panamericanos de 2019, realizados en Lima, ganaron la final ante la dupla mexicana formada por Rodolfo Ontiveros y Juan Virgen, recibiendo la medalla de oro.

## Palmarés
Juegos Panamericanos
- Medalla de oro (1): 2019
- Medalla de bronce (1): 2023

Juegos Suramericanos
- Medalla de oro (1): 2022
- Medalla de plata (1): 2014
- Medalla de bronce (2): 2010 ; 2018

Juegos Bolivarianos
- Medalla de oro (2): 2012 ; 2013
- Medalla de plata (1): 2017

Circuito Mundial de Voleibol de Playa
- Medalla de oro (3)
- Medalla de plata (2)

Continental Cup
- Medalla de oro (1): 2016

Torneos del Circuito Sudamericano de Voleibol Playa
- Medalla de oro (17)